# アンヘル・ビクトル・トーレス
アンヘル・ビクトル・トーレス・ペレス（スペイン語: Ángel Víctor Torres Pérez: スペイン語発音: [ˈanxel ˈbiɣt̪oɾ ˈtores ˈpeɾeθ]、1966年3月30日 - ）は、スペイン・ラス・パルマス県アルーカス出身の政治家。スペイン社会労働党(PSOE)所属。2019年から2023年まではカナリア諸島州首相を務めた。

## 経歴
1966年3月30日にカナリア諸島のラス・パルマス県アルーカスに生まれた。ラ・ラグーナ大学で言語学（スペイン語）の学位を取得した。1991年には言語と文学の高校教員となった。
1999年にはスペイン社会労働党(PSOE)から出馬してアルーカス市議会議員となり、2003年にはアルーカス市議会議員に再選されたうえでアルーカス市長に就任した。2007年にはアルーカス市長を退任した。2009年7月23日には欧州議会議員に転身したフアン・フェルナンド・ロペス・アギラールの後任として、スペイン下院議員に就任した。2011年には再びアルーカス市長に就任した。
2017年7月にはカナリア諸島社会党（スペイン社会労働党カナリア諸島州支部）の党首となった。2019年5月26日に行われたカナリア諸島州議会議員選挙で、カナリア諸島社会党は10議席増の25議席を獲得して第1党となった。選挙後に行われた州首相指名投票では新カナリア党、ポデモス、ゴメラ社会主義者党の支持も受け、2019年6月16日にはトーレスが州首相に就任した。カナリア連合が野党に転落するのは26年ぶりのことだった。